# Phylloxeroxenus
Phylloxeroxenus är ett släkte av steklar. Phylloxeroxenus ingår i familjen kragglanssteklar.
Kladogram enligt Catalogue of Life:
| Phylloxeroxenus | \| \| Phylloxeroxenus godiarensis \| \| \| \| \| \| Phylloxeroxenus pechipariensis \| \| \| \| \| \| Phylloxeroxenus phylloxerae \| \| \| \| \| \| Phylloxeroxenus poroensis \| \| \| \| \| \| Phylloxeroxenus rajaensis \| \| \| \| |
|                 | \| \| Phylloxeroxenus godiarensis \| \| \| \| \| \| Phylloxeroxenus pechipariensis \| \| \| \| \| \| Phylloxeroxenus phylloxerae \| \| \| \| \| \| Phylloxeroxenus poroensis \| \| \| \| \| \| Phylloxeroxenus rajaensis \| \| \| \| |
|                 | Phylloxeroxenus godiarensis |
|                 | |
|                 | Phylloxeroxenus pechipariensis |
|                 | |
|                 | Phylloxeroxenus phylloxerae |
|                 | |
|                 | Phylloxeroxenus poroensis |
|                 | |
|                 | Phylloxeroxenus rajaensis |
|                 | |